# Alchemilla potentilla
Alchemilla potentilla là loài thực vật có hoa trong họ Hoa hồng. Loài này được Kunth mô tả khoa học đầu tiên.